# Потяг до перемоги
«Потяг до перемоги» — це сім вагонів, розписаних українськими митцями у рамках спільного проєкту Укрзалізниці, комунікаційної агенції Gres Todorchuk та сучасних українських митців під кураторством Каті Тейлор для подяки героїчним українцям на тимчасово окупованих територіях під час російського вторгнення в Україну.

## Про проєкт
Історії спротиву мешканців тимчасово окупованих територій України стали сюжетами для художніх розписів 7 капітально відремонтованих пасажирських вагонів Укрзалізниці (5 купейних та 2 плацкартних вагони) та відеоісторій про подвиги людей.

#### «Потяг до перемоги». Донеччина

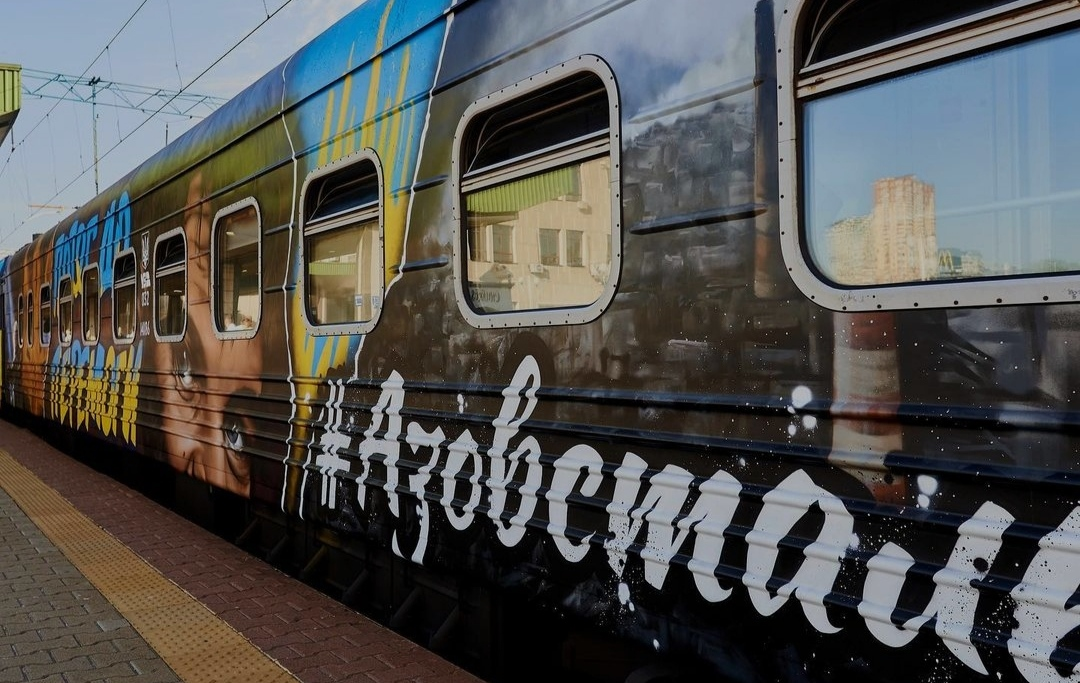
Вагон потяга, присвячений незламним захисникам Маріуполя та «Азовсталі»

Ілюстрацію-присвяту незламним захисникам Маріуполя та «Азовсталі» на вагоні «Потяга до перемоги» створили митці з Paint Hunters. У відеоролику йдеться про подвиг оборонців Маріуполя — бійців Нацгвардії, морської піхоти, полку «Азов» та інших підрозділів ЗСУ, подано короткі інтерв'ю безпосередніх учасників оборони.

#### «Потяг до перемоги». Запорізька область
Сюжет розпису вагона присвячений незламним героям Енергодару. Тисячі його мешканців виходили на мітинги, щоб зупинити окупантів. Закарбував подвиг мешканців Енергодара на вагоні «Потяга до перемоги» митець Сергій Ґрес.
Героєм відеосюжету став Максим Щербина, колишній працівник Запорізької АЕС та місцевий активіст. Він допомагав зводити барикади, брав участь у масштабних акціях протесту та пережив жорстокий допит, що влаштували йому російські загарбники.

#### «Потяг до перемоги». Крим
Сюжет художнього розпису вагона (автор Андрій Присяжнюк) та зміст відповідного відеоролика розкривають історію протесту Богдана Зізи, українського митця, який облив синьою та жовтою фарбами будівлю адміністрації в Євпаторії у травні 2022 року. Окупаційна влада арештувала хлопця, йому загрожує до 15 років в'язниці. Якнайширший розголос може допомогти звільненню Богдана.

#### «Потяг до перемоги». Луганщина
Сюжет художнього розпису вагона «Потяга до перемоги», який створив митець Роман Чіз, та відеоролик присвячений українським лікарям Луганщини, які героїчно працювали попри запеклі бої та тимчасову окупацію.
З квітня 2022 року в Луганській області не залишилося жодної лікарні, яка б уціліла після ворожих обстрілів. Однак Михайло, дитячий анестезіолог, і Максим, хірург та військовий медик, продовжували рятувати життя під кулями, робили операції в окопах та допомагали пацієнтам у підвалах.
Михайло під «Градами» евакуювався з маленькими пацієнтами Луганської обласної дитячої клінічної лікарні до Дніпра. Максим і зараз продовжує діставати з пекла бійців на передовій. Вони — одні з тисяч лікарів-героїв, які щодня рятують життя українців.

#### «Потяг до перемоги». Миколаївщина
У художньому розписі вагона та сюжеті відповідного відеоролика відображена історія фермера Олександра Вікторовича. Його землі захопили й замінували. Господарство розікрали. Тонни насіння спалили. Але відчайдушний фермер попри небезпеку вирішив розпочати свою справу з нуля. Він став прообразом всіх аграріїв краю, які продовжували працювати, незважаючи на погрози та шантаж з боку окупантів, підпал полів та масове вивезення українського врожаю. Ілюстрацію-присвяту незламним фермерам створила мисткиня Аліна Коник.

#### «Потяг до перемоги». Харківщина
Вагон та відеоролик присвячені незламній Харківщині та залізничникам, які евакуюють тих, хто вимушений покинути тимчасово окуповані території та зруйновані міста і селища.
Олеся Леонтьєва й Костянтин Гузєєв — одні з тисяч героїв «Укрзалізниці», яка за час повномасштабної війни евакуювала до безпечних місць близько 4 млн громадян. Закарбували подвиги залізних героїв митці з Paint Hunters.

#### «Потяг до перемоги». Херсонщина
Подвиг жителів Херсонщини закарбував у розписі вагона «Потягу до перемоги» Максим Кільдеров — митець, який сам пережив 55 днів окупації у рідному регіоні. У відеоролику йдеться про спротив жителів Херсонщини росіянам, їхню участь у русі «Жовта стрічка».

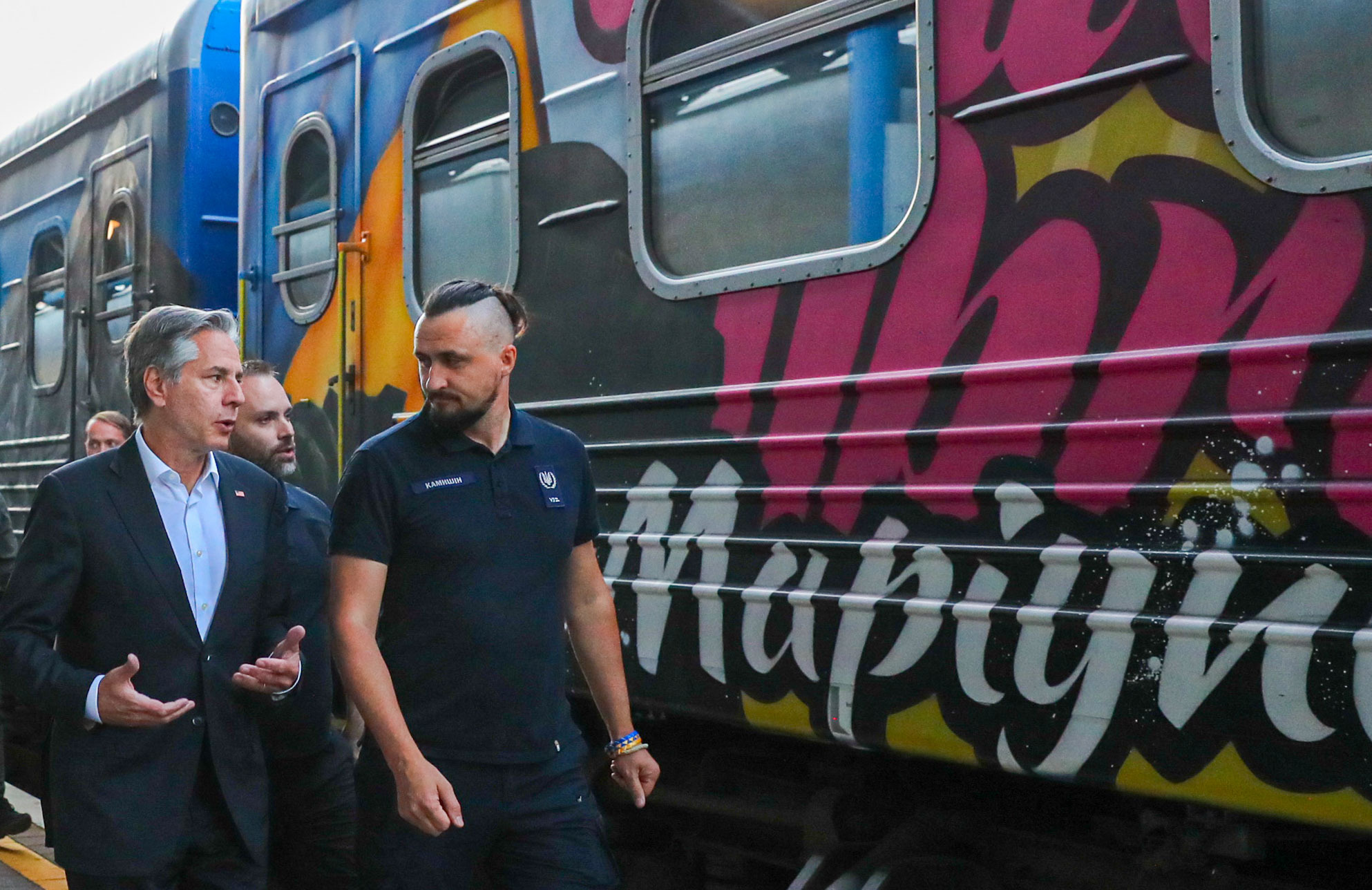
Вагон «Потяга до перемоги». Донеччина

## Курсування вагонів
23 серпня 2022 року вагони цього поїзда запущені в складі поїзда «Десна» № 82/81 Київ — Ужгород.
З 3 вересня 2022 року вагони додані до складу поїзда № 32/31 Запоріжжя — Перемишль.
З 16 вересня 2022 року вагони додані до складу поїзда № 46/45 Харків — Ужгород.
З 5 листопада 2022 року вагони вперше вирушили за межі України. Курсували маршрутом № 352/351 Київ — Кишинів.
19 листопада 2022 року вагони «Потягу до перемоги» прибули до Херсона у складі першого з початку повномасштабного вторгнення поїзда з Києва.
На цей момент вагони курсують в складі поїзда № 109/110 Львів — Херсон.